# سينما مدغشقر

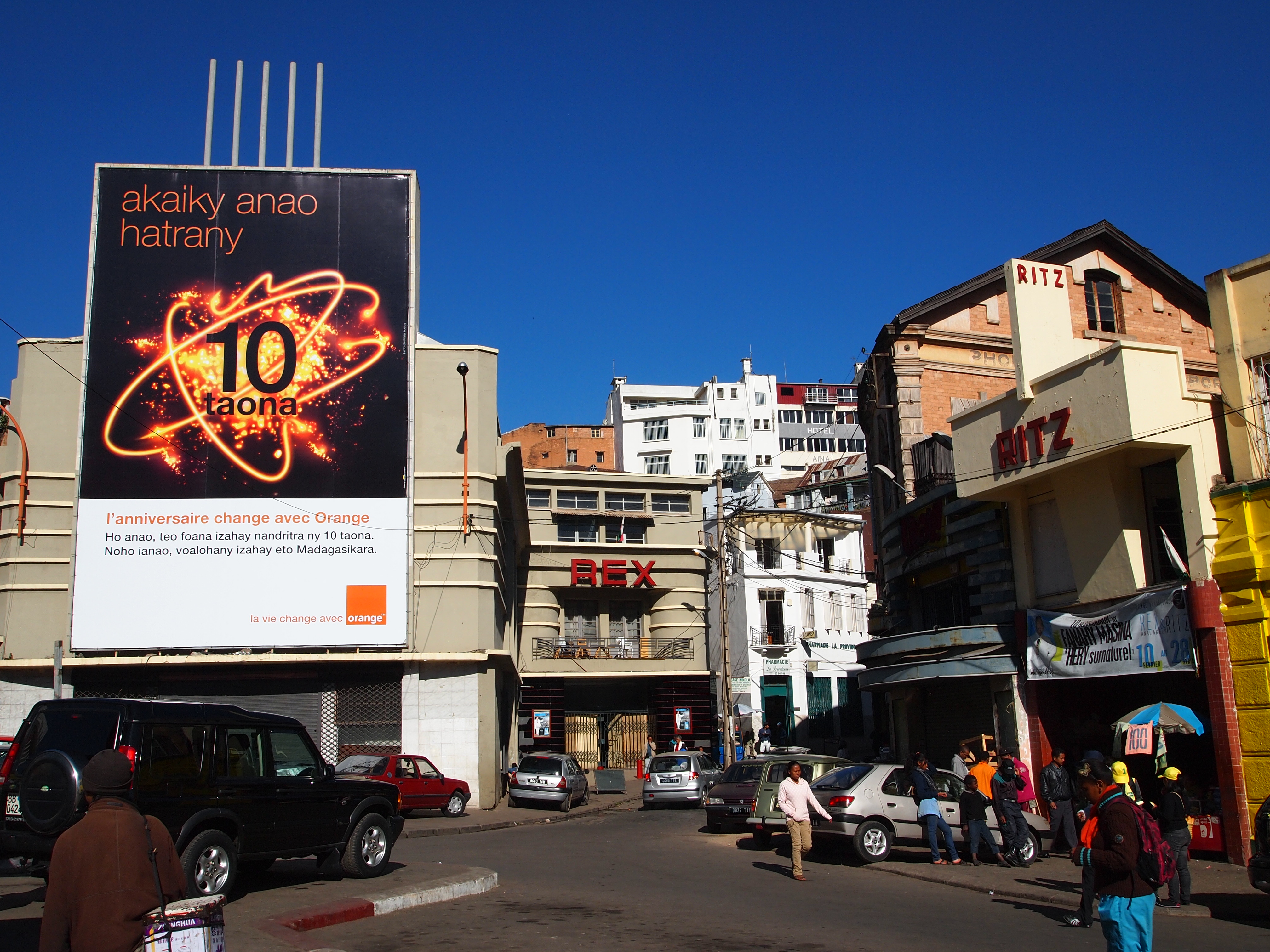
دور سينما سابقة في أنتاناناريفو

تُشير سينما مدغشقر إلى صناعة السينما في مدغشقر.
أبرز المخرجين هو ريموند راجاوناريفيلو (Raymond Rajaonarivelo)، أخرج عدة أفلام مثل: (Tabataba) سنة 1988 و«عندما تلتقي النجوم بالبحر» (Quand Les Etoiles Rencontrent La Mer) سنة 1996.
أقدم إنتاج سينمائي محلي تم إنتاجه بالكامل في مدغشقر هو فيلم أبيض وأسود مدته 22 دقيقة بعنوان (Rasalama Martiora)، من إخراج الشماس فيليب رابيروجو عام 1937. كان فيليب رابيروجو رئيسًا لجمعية للمواطنين الفرنسيين من أصل مدغشقر.
في السنوات التالية، اهتزت مدغشقر من جراء العديد من الانقلابات السياسية. في عام 1960، استعادت مدغشقر استقلالها، لكنها لا تزال تعاني من عدم الاستقرار السياسي. أدّت فترة ما بعد الاستعمار المعقدة هذه فقط إلى إغلاق أو تحويل دور السينما في البلاد إلى أماكن للعبادة الدينية. كما تم تدمير صناعة السينما بأكملها تقريبًا. حتى اليوم لا توجد سينما عامة في مدغشقر.
بدأت صناعة السينما في التعافي ببطء في حوالي عام 2006 بسبب تأسيس «لقاءات الأفلام القصيرة لمدغشقر» (Rencontres du Film Court Madagascar). وحتى اليوم يعتبر المهرجان السينمائي الوحيد في مدغشقر.
لا تتلقى معظم الإنتاجات الملغاشية أي تمويل عام؛ ومع ذلك، يتم إنتاج حوالي 60 فيلمًا قصيرًا وفيلم واحد أو فيلمين روائيين كل عام.
في اللغة الملغاشية، تُترجم كلمة «سينما» إلى "Sarimihetsika"، وتعني حرفياً «الصورة المتحركة».